# 渡辺真弓
渡辺 真弓（わたなべ まゆみ、1983年6月6日 - ）は、日本の陸上競技選手。日本文理高等学校、福島大学卒業。東邦銀行所属。

## 経歴
新潟県新潟市出身。
日本文理高校時代から活躍したが、福島大学進学後にさらに走力を伸ばし、400mリレーで日本学生新記録を樹立するなど、日本のトップ選手に成長する。福島大学時代は福島大学陸上競技部主将も務めた。大学卒業後にナチュリルに入社した。ナチュリル廃部後、東邦銀行へ移籍。2015年に現役を引退。
2003年、日本選手権4×100mリレーに久保倉里美らと出場し、優勝。
2005年、日本選手権4×100mリレーに松田薫らと出場し、優勝。
2006年、東日本実業団100mで初優勝。
2007年、南部記念で好走し、大阪世界選手権4×100mリレー代表に選出。
2009年、世界選手権4×100mリレー代表に選出。広州アジア選手権4×100mリレーで優勝。国際グランプリ大阪4×100mリレーで日本新記録を樹立。
2010年、広州アジア大会4×100mリレーで3位。福島大学トラッククラブ競技会60mで屋外日本新記録を樹立。
2011年、実業団・学生対抗スウェーデンリレーで日本新記録を樹立。
2012年、ふくしまリレーズ60mで屋外日本新記録を樹立。実業団・学生対抗スウェーデンリレーで日本新記録を樹立。
2013年、プネーアジア選手権4×100mリレーで2位。
2014年、世界リレー4×100m代表に選出。
2015年、世界リレー4×100m代表に選出。ふくしまリレーズ4×200mリレーで日本新記録を樹立。

## 人物
- バルセロナ五輪でのマリーン・オッティの走りをテレビで見て感動した事が、陸上を始めるきっかけとなった。

## 記録
- 60m - 7秒36 （2012年10月20日、屋外日本記録）
- 100m - 11秒44 （2011年7月15日、日本歴代9位）
- 200m - 23秒35 （2013年5月3日、日本歴代4位）
- 4×100mリレー - 43秒58 （2009年5月9日、第3走者、元日本記録）
- 4×200mリレー - 1分35秒36 （2015年10月17日、第4走者、日本記録）
- スウェーデンリレー - 2分05秒81 （2012年10月14日、第2走者、日本記録）

## 主な成績

### 国際大会
| 年   | 大会         | 場所     | 種目    | 結果         | 記録            | 備考                     |
| ---- | ------------ | -------- | ------- | ------------ | --------------- | ------------------------ |
| 2007 | 世界選手権   | 大阪     | 4x100mR | 予選失格     | DQ (3走)        | オーバーゾーン (2-3走間) |
| 2009 | 世界選手権   | ベルリン | 4x100mR | 予選3組4着   | 44秒24 (3走)    |                          |
| 2009 | アジア選手権 | 広州     | 100m    | 5位          | 11秒72 (-1.0)   |                          |
| 2009 | アジア選手権 | 広州     | 4x100mR | 優勝         | 43秒93 (3走)    |                          |
| 2009 | アジア選手権 | 広州     | 4x400mR | 3位          | 3分31秒95 (2走) |                          |
| 2009 | 東アジア大会 | 香港     | 100m    | 2位          | 11秒83 (-1.2)   |                          |
| 2009 | 東アジア大会 | 香港     | 4x100mR | 2位          | 44秒89 (2走)    |                          |
| 2010 | アジア大会   | 広州     | 4x100mR | 3位          | 44秒41 (1走)    |                          |
| 2013 | アジア選手権 | プネー   | 100m    | 4位          | 11秒67 (-0.3)   |                          |
| 2013 | アジア選手権 | プネー   | 200m    | 予選3組4着   | 24秒48 (+0.2)   |                          |
| 2013 | アジア選手権 | プネー   | 4x100mR | 2位          | 44秒38 (3走)    |                          |
| 2014 | 世界リレー   | ナッソー | 4x100mR | 予選3組6着   | 44秒66 (3走)    |                          |
| 2015 | 世界リレー   | ナッソー | 4x100mR | 予選失格     | DQ (1走)        | オーバーゾーン (1-2走間) |
| 2015 | アジア選手権 | 武漢     | 100m    | 準決勝1組4着 | 11秒84 (+0.7)   |                          |

### 日本選手権
リレー種目は日本選手権リレーの成績
| 年   | 大会       | 場所   | 種目    | 結果         | 記録            | 備考                      |
| ---- | ---------- | ------ | ------- | ------------ | --------------- | ------------------------- |
| 2000 | 日本選手権 | 利府町 | 100m    | 準決勝棄権   | DNS             | 予選2組5着：12秒28 (+1.2) |
| 2003 | 日本選手権 | 前橋市 | 4x100mR | 優勝         | 46秒08 (4走)    |                           |
| 2004 | 日本選手権 | 出雲市 | 100m    | 予選2組6着   | 12秒06 (+1.9)   |                           |
| 2005 | 日本選手権 | 東京都 | 100m    | 予選6組4着   | 12秒32 (-1.0)   |                           |
| 2005 | 日本選手権 | 前橋市 | 4x100mR | 優勝         | 45秒62 (4走)    |                           |
| 2006 | 日本選手権 | 神戸市 | 100m    | 準決勝2組8着 | 12秒25 (+0.3)   |                           |
| 2006 | 日本選手権 | 神戸市 | 200m    | 予選1組5着   | 25秒24 (-1.8)   |                           |
| 2007 | 日本選手権 | 大阪市 | 100m    | 5位          | 11秒86 (0.0)    |                           |
| 2007 | 日本選手権 | 大阪市 | 200m    | 準決勝1組5着 | 24秒27 (0.0)    |                           |
| 2007 | 日本選手権 | 横浜市 | 4x100mR | 優勝         | 45秒35 (4走)    |                           |
| 2007 | 日本選手権 | 横浜市 | 4x400mR | 2位          | 3分39秒21 (2走) |                           |
| 2008 | 日本選手権 | 川崎市 | 100m    | 3位          | 11秒78 (+0.4)   |                           |
| 2008 | 日本選手権 | 川崎市 | 200m    | 5位          | 24秒54 (-1.1)   |                           |
| 2008 | 日本選手権 | 横浜市 | 4x100mR | 優勝         | 44秒75 (1走)    |                           |
| 2008 | 日本選手権 | 横浜市 | 4x400mR | 準決勝組1着  | 3分44秒09 (3走) | 決勝進出                  |
| 2009 | 日本選手権 | 広島市 | 100m    | 2位          | 11秒50 (+1.0)   |                           |
| 2009 | 日本選手権 | 横浜市 | 4x100mR | 優勝         | 44秒83 (2走)    |                           |
| 2009 | 日本選手権 | 横浜市 | 4x400mR | 優勝         | 3分37秒67 (2走) |                           |
| 2010 | 日本選手権 | 丸亀市 | 100m    | 3位          | 11秒66 (+0.9)   |                           |
| 2010 | 日本選手権 | 丸亀市 | 200m    | 6位          | 24秒32 (-1.4)   |                           |
| 2010 | 日本選手権 | 横浜市 | 4x100mR | 優勝         | 44秒59 (4走)    | 大会記録                  |
| 2011 | 日本選手権 | 熊谷市 | 100m    | 6位          | 11秒84 (-0.6)   |                           |
| 2011 | 日本選手権 | 横浜市 | 4x100mR | 2位          | 45秒39 (4走)    |                           |
| 2011 | 日本選手権 | 横浜市 | 4x400mR | 2位          | 3分37秒75 (2走) |                           |
| 2012 | 日本選手権 | 大阪市 | 100m    | 5位          | 11秒81 (0.0)    |                           |
| 2012 | 日本選手権 | 横浜市 | 4x100mR | 優勝         | 44秒37 (4走)    | 大会記録                  |
| 2012 | 日本選手権 | 横浜市 | 4x400mR | 優勝         | 3分35秒90 (2走) |                           |
| 2013 | 日本選手権 | 調布市 | 100m    | 2位          | 11秒62 (0.0)    |                           |
| 2013 | 日本選手権 | 調布市 | 200m    | 2位          | 24秒02 (+0.5)   |                           |
| 2013 | 日本選手権 | 横浜市 | 4x100mR | 優勝         | 45秒49 (4走)    |                           |
| 2014 | 日本選手権 | 福島市 | 100m    | 7位          | 12秒00 (-0.3)   |                           |
| 2014 | 日本選手権 | 福島市 | 200m    | 予選2組4着   | 24秒57 (+0.9)   |                           |
| 2014 | 日本選手権 | 横浜市 | 4x100mR | 優勝         | 45秒38 (4走)    |                           |
| 2014 | 日本選手権 | 横浜市 | 4x400mR | 3位          | 3分41秒33 (3走) |                           |
| 2015 | 日本選手権 | 新潟市 | 100m    | 6位          | 11秒92 (-0.3)   |                           |
| 2015 | 日本選手権 | 横浜市 | 4x100mR | 2位          | 44秒48 (4走)    | 現役最終レース            |